# Rifle duplo

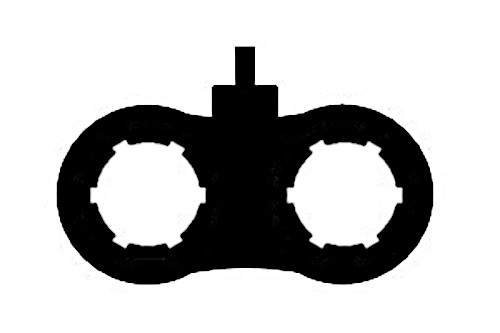
O símbolo de rifle duplo.

O rifle duplo (ou rifle de cano duplo), é um rifle com dois canos montados paralelos entre si. Sinônimo de caça maior na África e na Índia, o rifle duplo é uma arma puramente esportiva sem herança militar.

## Projeto
O desenvolvimento do rifle duplo sempre se seguiu ao desenvolvimento de escopetas de cano duplo, os dois são geralmente muito semelhantes, mas as tensões de disparar um projétil sólido no caso dos rifles e espingardas do que o disparo de cartuchos com vários bagos como nas escopetas. Os primeiros mosquetes de cano duplo foram criados na década de 1830, quando a caça aos cervos se tornou popular na Escócia. Anteriormente, armas de cano único eram usadas, mas, reconhecendo a necessidade de um segundo tiro rápido para abater um animal ferido, os mosquetes de cano duplo passaram a ser construídos no mesmo formato das espingardas de cano duplo já de uso comum.

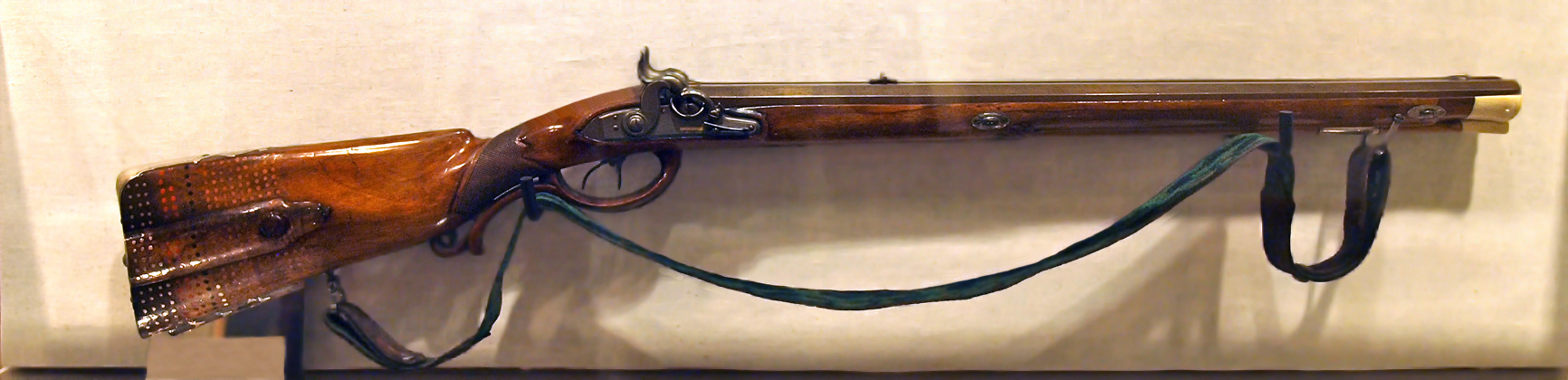
O rifle duplo de Maximilian zu Wied.

O rifle duplo é geralmente feito à mão e é considerado por muitos como o auge do design de rifle esportivo. Não foi projetado para precisão de longo alcance, mas para a segurança de um segundo tiro imediato.

## Ação

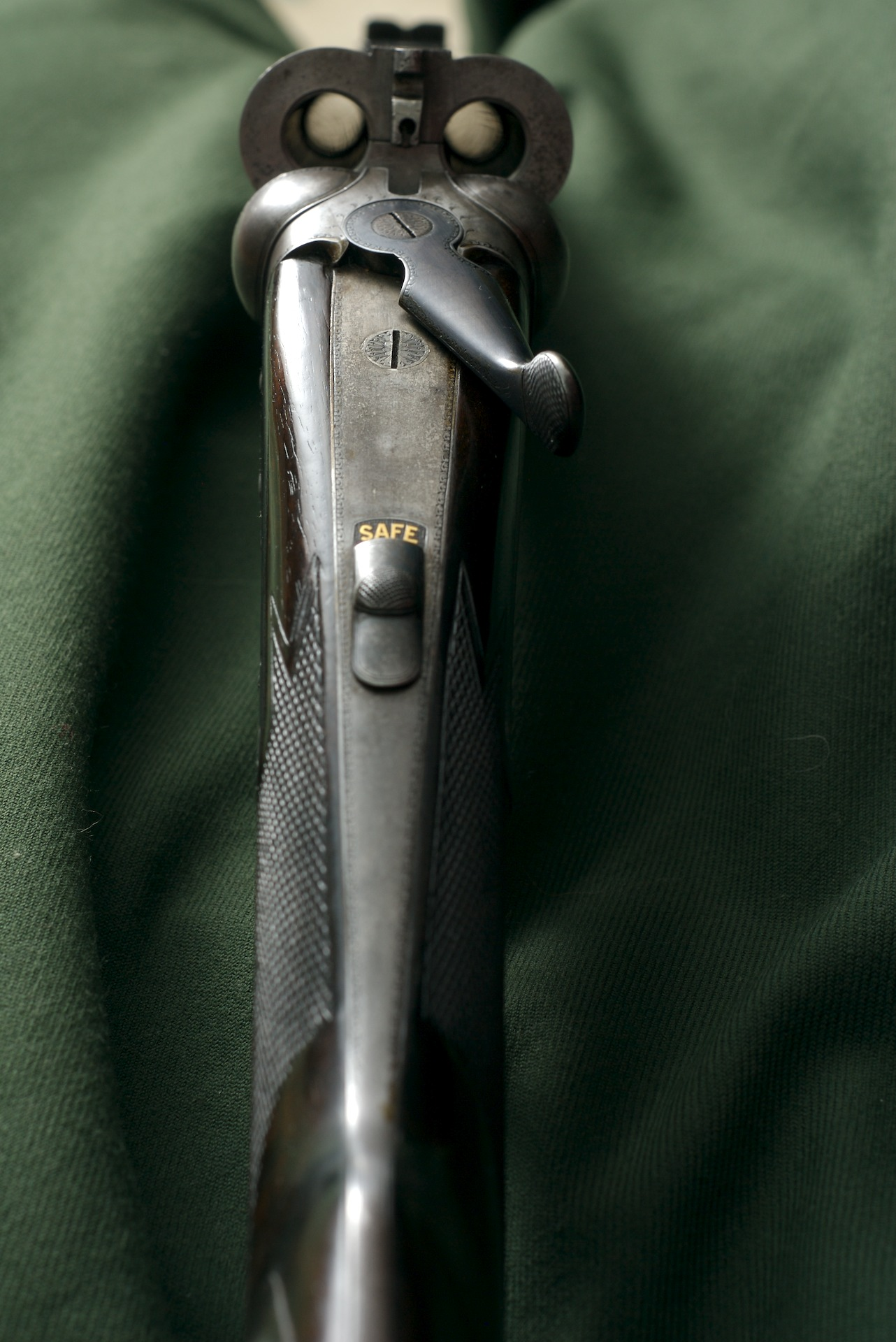
Vista da culatra de um rifle duplo.

Tal como acontece com as escopetas de cano duplo, os rifles de cano duplo modernos são todos fabricados com ações basculantes ou de caixa (sem cão), embora ocasionalmente possam ser encontrados rifles com cão antigos. A maioria dos rifles duplos foram construídos sobre as ações de caixa, pois é um design simples com poucas peças que podem falhar e, conseqüentemente, tem uma excelente reputação de confiabilidade. A ação basculante lateral, com seu mecanismo de bloqueio operando atrás do corpo de ação principal, tem uma força inerente excepcional e, como resultado, pode ser construída em tamanhos de ação mais delgados em proporção ao calibre, embora seja muito mais trabalhoso para fabricar e, portanto, mais caro.
A maioria dos rifles duplos fabricados hoje, especialmente aqueles projetados para animais perigosos como os "Big Five", são fabricados com ejetores seletivos que aceleram muito o recarregamento da arma. No entanto, muitos caçadores antigos preferiam rifles não ejetores, achando que com a prática eles poderiam recarregar com a mesma rapidez, esses rifles ainda podem ser encontrados e geralmente têm um preço ligeiramente inferior.